# Дэрмэнешти
Дэрмэнешти (рум. Dărmănești) — город в Румынии в составе жудеца Бакэу.

## История
В 1434 году здесь состоялось сражение между братьями Ильёй и Штефаном, после победы в котором Штефан стал господарем Молдавии.
Долгое время это была обычная сельская местность. Статус города коммуна Дэрмэнешти получила в 1989 году.